# Lago de Tom
O Lago Tom é um lago de montanha localizado no Vale Piora, no cantão de Ticino, na Suíça.
Está Localizado na margem direita do vale a 2022 m de altitude, com uma área de 0,13 km². As suas margens são compostos por areias brancas de calcário. Este lago recolhe as águas que descem das Montanhas Taneda.